# Centering Prayer
Centering Prayer, zentrierendes Gebet oder Gebet der Sammlung nennt man eine kontemplative Gebetsweise bzw. christliche Meditationsform, die die innere Ruhe stark betont. Seinen Ursprung hat das Centering Prayer im heutigen Christentum bzw. im amerikanischen Katholizismus, denn es ist in den 1970er Jahren bei den Mönchen des Trappistenklosters St. Joseph in Spencer (Massachusetts) entstanden, die auch Bücher darüber veröffentlicht haben.

## Entstehung
Als Thomas Keating in den 1960er und 1970er Jahren im Trappistenkloster Abt war, befand sich in der Nähe ein buddhistisches Zentrum, das großen Zulauf hatte. Als einige junge Besucher des Meditationszentrums zufällig in die Abtei kamen, erzählte er ihnen von der Tradition der christlichen Kontemplation. Viele waren zwar Katholiken, praktizierten aber östliche Meditationsformen. Als er im Laufe dieser Begegnungen feststellte, dass niemand von ihnen die christliche Kontemplation kannte, versuchte er eine zeitgemäße Form der Kontemplation zu konzipieren und so entstand das Centering Prayer. Es handelt sich um eine Form der Ein-Wort-Meditation. 1984 gründet Keating das Netzwerk Contemplative Outreach Ltd., mit dem das Centering Prayer größere Verbreitung fand. Inzwischen gibt es 120 Outreach Chapters in 39 Ländern und insgesamt 800 Gebetsgruppen.

## Praxis
Obwohl beim Gebet der Sammlung ein „heiliges Wort“ verwendet wird, betont Thomas Keating immer wieder, dass die Praxis des Centering Prayer darin besteht, sich Gottes Gegenwart und Handeln bewusst zu werden.
Basil Pennigton gibt folgende Leitlinien zum Gebet der Sammlung:
1. Wählen Sie ein „heiliges Wort“, mit dem Sie sich am besten die Gegenwart Gottes bewusst machen können, z. B. Jesus, Gott, Christus, Erlöser, Vater, Friede, Geist, Liebe.
2. Setzen Sie sich mit geschlossenen Augen hin, entspannen und sammeln Sie sich und fühlen Sie sich in der Liebe Gottes, indem Sie das Wort als Symbol der Anwesenheit Gottes in Ihnen schweigend wiederholen.
3. Wenn Ihre Gedanken abgelenkt werden, kehren Sie behutsam zum heiligen Wort zurück.
4. Am Ende der Gebetszeit verweilen Sie kurz einige Minuten in Stille mit geschlossenen Augen.

Das Gebet der Sammlung sollte zweimal täglich mindestens je 20 Minuten praktiziert werden.

## Wesen
Das Gebet der Sammlung hat zum Ziel, die gewöhnlichen Hindernisse auf dem Weg zur Kontemplation zu reduzieren und die Seele auf eben dieses Geschenk der Kontemplation vorzubereiten. Die Kontemplation ist die vierte Stufe der Lectio divina. Das Gebet der Sammlung und ist in gewisser Weise mit dem Hesychasmus bzw. dem Jesusgebet verwandt. Der Unterschied besteht aber darin, dass beim Centering Prayer nicht wie bei der Lectio Divina Bilder innerlich „betrachtet“ werden und auch nicht das Ziel ist, das Taborlicht zu sehen, wie beim Jesusgebet. Die Früchte des Gebets der Sammlung sollen sich im Alltag zeigen, nicht während des Gebets.
Grundlage des zentrierenden Gebets ist die Bergpredigt, insbesondere Mt 6,6. Es ist inspiriert von Johannes Cassian, Franz von Sales, Therese von Lisieux, Johannes vom Kreuz, Theresa von Avila, Thomas Merton und speziell von dem geistlichen Klassiker Die Wolke des Nichtwissens.
Das Gebet der Sammlung weist psychologische Details auf, die, ähnlich wie das Jesusgebet und insbesondere Die Wolke des Nichtwissens, eine gewisse Strukturanalogie zu asiatischen Kontemplationsformen, insbesondere zum Zen-Buddhismus, haben. Aus diesem Grund wird das Centering Prayer von manchen Theologen kritisiert, wobei u. a. behauptet wird, es bestünde eine große Ähnlichkeit zur Transzendentalen Meditation.

## Verbreitung
In den USA hat das Gebet der Sammlung eine große Verbreitung durch die Trappistenabtei in Spencer erfahren, insbesondere durch Basil Pennigton, Thomas Keating und William Meninger.
In Deutschland ist das Centering Prayer erst in jüngster Zeit bekannt geworden, hauptsächlich in katholischen Kreisen, die das kontemplative Leben praktizieren, inzwischen aber auch unter Laien aller christlichen Konfessionen. In Benediktinerklöstern wird es gelehrt und auch von einigen Diözesangeistlichen.

## Gesundheitliche Aspekte
Studien haben ergeben, dass bei Frauen, die eine Chemotherapie machen, die Übung des Gebets der Sammlung hilfreich sein kann.
Darüber hinaus können Gläubige durch das Centering Prayer eine Intensivierung ihrer Gottesbeziehung erfahren und Stress abbauen bzw. reduzieren.